# Olivier Dupin
Pour les articles homonymes, voir Dupin.
 (mai 2023).
Olivier Dupin, né le 8 avril 1979, est auteur de romans et d'albums pour la jeunesse.

## Biographie
Olivier Dupin auteur et illustrateur de littérature jeunesse,. Son premier roman est publié en 2011. Avant cela, il a été professeur des écoles durant 19 ans.

## Œuvres
Collection Boules de poils & Cie (Fleurus)
- 2012  : Chien recherche maître désespérément !, avec Juliette Parachini, illustré par Ariane Delrieu, Fleurus.
- 2012  : Un poney à sauver !, avec Juliette Parachini, illustré par Ariane Delrieu, Fleurus.
- 2012  : Les chatons ont disparu !, avec Juliette Parachini, illustré par Ariane Delrieu, Fleurus.
- 2012  : SOS bébés phoques en détresse !, avec Juliette Parachini, illustré par Ariane Delrieu, Fleurus.
- 2013 : Petit panda est libre !, avec Juliette Parachini, illustré par Ariane Delrieu, Fleurus.
- 2013 : Le poulain sauvage, avec Juliette Parachini, illustré par Ariane Delrieu, Fleurus.
- 2013 : Un chat mène l'enquête, avec Juliette Parachini, illustré par Ariane Delrieu, Fleurus.
- 2013 : Qui a enlevé Moustache le lapin nain ?, avec Juliette Parachini, illustré par Ariane Delrieu, Fleurus.
- 2014 : Un amour de saint-bernard, avec Juliette Parachini, illustré par Ariane Delrieu, Fleurus.
- 2014 : Le hamster s'est enfui !, avec Juliette Parachini, illustré par Ariane Delrieu, Fleurus.
- 2014 : Un chien prisonnier, avec Juliette Parachini, illustré par Ariane Delrieu, Fleurus.
- 2014 : La licorne mystérieuse, avec Juliette Parachini, illustré par Ariane Delrieu, Fleurus.

Collection Aventures au poney-club (Fleurus)
- 2013 : Le cheval acrobate, avec Juliette Parachini, illustré par Ariane Delrieu, Fleurus.
- 2013 : Perdus dans la tempête, avec Juliette Parachini, illustré par Ariane Delrieu, Fleurus.

- 2014 : Triche au concours !, avec Juliette Parachini, illustré par Ariane Delrieu, Fleurus.
- 2014 : Le vol de la médaille d'or !, avec Juliette Parachini, illustré par Ariane Delrieu, Fleurus.
- 2014 : Un poney au Far West, avec Juliette Parachini, illustré par Ariane Delrieu, Fleurus.
- 2014 : Un tournage mouvementé !, avec Juliette Parachini, illustré par Ariane Delrieu, Fleurus.
- 2015 : Naissance au poney-club, avec Juliette Parachini, illustré par Ariane Delrieu, Fleurus.
- 2015 : Sur la piste du yéti, avec Juliette Parachini, illustré par Ariane Delrieu, Fleurus.

Collection Bande de pirates (Fleurus)
- 2014 : Le bateau fantôme, avec Juliette Parachini, illustré par Jérôme Pélissier, Fleurus.
- 2014 : Une île bien mystérieuse, avec Juliette Parachini, illustré par Jérôme Pélissier, Fleurus.
- 2014 : Le trésor du pirate Morgan, avec Juliette Parachini, illustré par Jérôme Pélissier, Fleurus.
- 2014 : Le vol du diamant étincelant, avec Juliette Parachini, illustré par Jérôme Pélissier, Fleurus.
- 2015 : A l'abordage !, avec Juliette Parachini, illustré par Jérôme Pélissier, Fleurus.
- 2015 : L'île du dragon, avec Juliette Parachini, illustré par Jérôme Pélissier, Fleurus.
- 2017 : Le prince de Gula, illustré par Jérôme Pélissier, Fleurus.
- 2017 : L'attaque des Piranha, illustré par Jérôme Pélissier, Fleurus.

Collection Enquête à la Tourmaline (Editions Les Minots)
- 2013 : Le cambriolage, illustré par Michael Schauss.

- 2014 : Le fantôme de la rue Rouge, illustré par Michael Schauss.
- 2014 : Casse-tête anglais, illustré par Michael Schauss.
- 2017 : Le tournoi des neiges, illustré par Michael Schauss.
- 2018 : Le château des ténèbres, illustré par Michael Schauss.

Collection Enquête à la Tourmaline (reprise par les éditions Il était un bouquin)
- 2023 : Le cambriolage, illustré par Michael Schauss.

- 2024 : Le fantôme de la rue Rouge, illustré par Michael Schauss,.
- 2025 : Casse-tête anglais, illustré par Michael Schauss.

Collection Histoires à lire avec... (Fleurus)
- 2014 : Histoires d'animaux à lire avec ma petite fille, Fleurus.
- 2014 : Histoires de galettes des rois à lire avec papa et maman, Fleurus.
- 2015 : Histoires de danseuses à lire avec ma petite fille, Fleurus.
- 2015 : Histoires de poupées à lire avec ma petite fille, Fleurus.
- 2015 : Histoires de Super-Héros à lire avec mon petit garçon, Fleurus.

Collection Petits docteurs (Editions Caramel)
- Vétérinaires de choc.
- Rose apprentie jardinière.
- La clinique des doudous.
- Même pas mal !

Collection Billy Dragon (Editions Caramel)
- Drôle d'oeuf pour Billy
- Miss ou Mister Forêt
- Billy Dragon mène l'enquête
- Super-héros !

Hors collection
2012
- 2012 : Le Cirque des truands, Mille Plumes éditions.
- 2012 : Hector et moi, illustré par Amandine Gardie, Alpha Book éditions.
- 2012 : L'Héritage de Pagus, illustré par Michael Schauss, Alpha Book éditions, septembre 2012.
- 2012 : Gabriel Allan Preston, tome 1 : Le Trésor de Gaëllam, illustré par Michael Schauss, éditions Belcastel.
- 2012 : Notre pense pas bête, collectif, P'tit Baluchon.

2013
- 2013 : La gitane et le gentilhomme, illustré par Fabrice Mosca, Lire c'est partir.
- 2013 : 3h33, illustré par Michael Schauss, Éditions de l'Escamoteur.

2014
- 2014 : La vie rêvée de Faustine, illustré par Marianne Alexandre, Alpha Book Editions.
- 2014 : Tatie Annie, illustré par Claire Gaudriot, Limonade éditions.
- 2014 : Vlady, l'espion des dunes, illustré par Layla Benabid, P'tit Baluchon éditions.

2015
- 2015 : Insensé !, illustré par Skye Crystal, Limonade éditions.
- 2015 : Sœurs de papier, illustré par Lerm, Lelyrion jeunesse.
- 2015 : La guerre des cités suivi de Arthur et le physicien perdu, SEDRAP Jeunesse.

2016
- 2016 : Le temps des étoiles, avec Catibou, Hugues Facorat Editions.
- 2016 : Qui a volé le diamant de Big Jack ?, illustré par Peter Elliott, Bayard.
- 2016 : LOLAffreuse, illustré par Anne-Marie Bourgeois, Limonade éditions.
- 2016 : 24 histoires pour attendre Noël sous les étoiles, Fleurus.
- 2016 : Il était une fois les belles histoires de mes 5 ans (collectif), Fleurus.

2017
- 2017 : Dolly, illustré par Layla Benabid, ZTL éditions.

2018
- 2018 : Histoires en 5 minutes avant d'aller au lit, Fleurus.
- 2018 : L’île des rouges, Cépages.
- 2018 : Des Ours dans la maison, illustrations de Toni Demuro, Editions d'Orbestier

2019
- 2019 : Croc-fesses, Lapin.
- 2019 : L’histoire du loup qui connaissait les lois, Lapin.
- 2019 : Cette fois c’est la guerre !, Gautier-Languereau.
- 2019 : En route pour le rock'n roll !, Frimousse.
- 2019 : Dessine-moi une histoire, Mijade.
- 2019 : OVNI, Les rêves d’Ily.
- 2019 : Vous ici ?, Frimousse.
- 2019 : Wanted, Frimousse.
- 2019 : Le monstre, Frimousse.

2020
- 2020 : A quoi tu rêvais ?, Frimousse.
- 2020 : Raconte-moi une histoire, Frimousse.
- 2020 : Croquillon, Frimousse.
- 2020 : Histoires saugrenues, Orso Edition.
- 2020 : Barbouillé, Lapin.

2021
- 2021 : C'est qui ton amoureuse ?, Frimousse.
- 2021 : Le petit chaperon rouge, Les 400 coups.
- 2021: Le plus grand combat de tous les temps, Glénat.
- 2021 : Vilain loup !, Lire c'est partir.
- 2021 : Un renard dans mon école, co-écrit avec Lola Dupin, Gautier-Languereau.
- 2021 : Le petit Poupouce, Frimousse.

2022
- 2022 : C'est moi, le lion !, Lito.
- 2022 : Il arrive bientôt !, Orso Editions.
- 2022 : Red Lili, Gautier-Languereau.
- 2022 : Allez, on reprend !, Frimousse.
- 2022 : Les belles histoires du soir de mes 5 ans, Fleurus.
- 2022 : Le sac à dos rose, Circonflexe.
- 2022 : Les trois petits cochons, Fleurus.
- 2022 : Pendant que le loup y est, Lapin.
- 2022 : Le mandalorian, Hachette.
- 2022 : Les mouzes, Alice.
- 2022 : Le vigile, Les 400 coups.
- 2022 : 7 histoires de pirates, Fleurus.
- 2022 : L'Attrape-rêves, Plumes de bourdon.
- 2022 : Histoires au fil des saisons, Lito.
- 2022 : Un nouveau jeu inquiétant, Lire c'est partir.
- 2022 : Qui a dévoré Mémé ?, Lire c'est partir.
- 2022 : La magie de Noël, Fleurus.
- 2022 : La foire aux contes, Nord-Sud.
- 2022 : Nadège et les sept petits hommes, Frimousse.

2023
- 2023 : Drôle de documentaire : le Petit Chaperon Rouge, Eidola Editions.
- 2023 : Le poussin karatéka (Coll : La Basse-cour en délire), Lito.
- 2023 : Heureusement que j'étais là, Les 400 coups.
- 2023 : Bouc Bleu, Gautier-Languereau.
- 2023 : Cerise à travers l'espace, Mijade.
- 2023 : L'incroyable histoire de la pièce de monnaie de 1959, Alice.
- 2023 : Une journée très calme, Alice.
- 2023 : Tant qu'on s'en souviendra, Le Pas de l'échelle.
- 2023 : Abécédaire des animaux patates, Les rêves d'Ily.
- 2023 : Tu sais quoi ? - L'espace (BD documentaire), Fleurus.
- 2023 : Comment ça marche un conte ?, Les 400 coups.
- 2023 : Aka la samouraï, Editions Circonflexe.
- 2023 : Sally Chopper, Editions Frimousse.

2024
- 2024 : Qu'est-ce que c'est que ça ?, Alice.
- 2024 : Ding Dong, Mijade.
- 2024 : L'ogre d'en bas, Glénat jeunesse.
- 2024 : Flash spécial, Frimousse.
- 2024 : Y en a marre des licornes !, Les rêves d'Ily.
- 2024 : Merveilleux contes d'hiver, Fleurus.
- 2024 : Ataca et le loup blanc, MinEdition.

2025
- 2025 : Je choisis, Alice éditions.
- 2025 : Comment ça marche une enquête ?, Les 400 coups.
- 2025  : La forêt de Millefeuilles tome 1 : Le mystère du printemps, Editions Splash.
- 2025 : Je sais exactement ce qui va se passer, Editions Frimousse.
- 2025 : On ne mange pas les copains, Les rêves d'Ily.
- 2025 : Histoires à lire avec papa et maman - les animaux, Fleurus.
- 2025  : La forêt de Millefeuilles tome 2 : La surprise de l'été, Editions Splash.
- 2025 : Mika à l'école des pompiers - Baptême du feu, Fleurus.

Pédagogique
- 2015 : Nature à lire CM1 (manuel de lecture), SEDRAP.
- 2015 : Dossier pédagogique du livre La guerre des cités suivi de Arthur et le physicien perdu, SEDRAP.
- 2015 : Dossier pédagogique du livre Le gouffre du diable suivi de Les naufragés d'Orphée (Christian Grenier), SEDRAP.
- 2016 : Français clés en main CE1-CE2, SEDRAP.
- 2016 : Dossier pédagogique du livre Les Robinsons de la galaxie suivi de Les passagers de la comète, SEDRAP.

## Prix et distinctions
- Prix Litteralouest 2019-2020 pour Vous ici ?[réf. nécessaire]
- Prix Litteralouest 2022-2023[3] pour Red Lili avec Hervé Le Goff
- Sélection au Prix UNICEF de la littérature jeunesse 2023 pour Barbouillé[réf. nécessaire].
- Prix Tatoulu 2024 pour Les Mouzes.[réf. nécessaire]